# Dragan Bošković
Dragan Bošković là một cầu thủ bóng đá người Montenegro thi đấu ở vị trí tiền đạo. 

## Sự nghiệp quốc tế
Năm 2012, Bošković ra mắt cho Montenegro trong trận giao hữu trước Iceland. Đó là lần ra sân quốc tế duy nhất của anh cho đến hiện tại.